# Haroun Tchaouna
Haroun Tchaouna (14 maggio 2000) è un calciatore ciadiano, attaccante dello Żabbar St. Patrick e della nazionale ciadiana.

## Biografia
È il fratello maggiore di Loum Tchaouna, anch'egli calciatore.

## Carriera

### Club
Nella stagione 2017-2018 ha giocato nel Rennes 2; successivamente nella stagione 2018-2019 ha militato nei bergamaschi del Caravaggio, con cui ha collezionato 15 presenze e segnando 3 reti nel campionato di Serie D. A fine stagione è tornato a giocare in Francia, dove ha trascorso un'altra stagione nella squadra riserve del Rennes. Nella stagione 2020-2021 è invece tornato a Bergamo, trascorrendo l'annata nel campionato lombardo di Eccellenza alla Valcalepio. Tra il 2021 ed il 2023 ha invece militato nella quinta divisione francese con la squadra riserve del Digione, con cui ha realizzato 3 reti in 15 presenze in questa categoria, nella quale ha disputato ulteriori 2 incontri con la maglia del Jura Dolois nel corso della stagione 2023-2024; è poi tornato a giocare in Italia, nuovamente in Eccellenza, al Ferentino.

### Nazionale
Il 5 settembre 2019 ha esordito con la nazionale ciadiana disputando l'incontro di qualificazione per il campionato mondiale di calcio 2022 perso 3-1 contro il Sudan.

## Statistiche
Statistiche aggiornate al 16 gennaio 2020.

### Cronologia presenze e reti in nazionale
| Cronologia completa delle presenze e delle reti in nazionale ― Ciad | Cronologia completa delle presenze e delle reti in nazionale ― Ciad | Cronologia completa delle presenze e delle reti in nazionale ― Ciad | Cronologia completa delle presenze e delle reti in nazionale ― Ciad | Cronologia completa delle presenze e delle reti in nazionale ― Ciad | Cronologia completa delle presenze e delle reti in nazionale ― Ciad | Cronologia completa delle presenze e delle reti in nazionale ― Ciad | Cronologia completa delle presenze e delle reti in nazionale ― Ciad |
| Data                                                                | Città                                                               | In casa                                                             | Risultato                                                           | Ospiti                                                              | Competizione                                                        | Reti                                                                | Note                                                                |
| ------------------------------------------------------------------- | ------------------------------------------------------------------- | ------------------------------------------------------------------- | ------------------------------------------------------------------- | ------------------------------------------------------------------- | ------------------------------------------------------------------- | ------------------------------------------------------------------- | ------------------------------------------------------------------- |
| 5-9-2019                                                            | N'Djamena                                                           | Ciad                                                                | 1 – 3                                                               | Sudan                                                               | Qual. Mondiali 2022                                                 | -                                                                   | 78’                                                                 |
| Totale                                                              |                                                                     | Presenze                                                            | 1                                                                   |                                                                     | Reti                                                                | 0                                                                   |                                                                     |